# جون ألفرد أندير
جون ألفرد أندير (بالسويدية: Johan Alfred Andersson Ander)‏ (27 أكتوبر 1873 - 23 نوفمبر 1910) هو مجرمٌ سويدي، أُعدم في السويد باستخدام المقصلة. وهو آخر من تم إعدامه في السويد، والوحيد الذي أُعدم باستخدام المقصلة.